# آيت الرواضي (آيت الرواضي)
آيت الرواضي هو دُوَّار يقع بجماعة سمكت، إقليم بني ملال، جهة بني ملال خنيفرة في المملكة المغربية. ينتمي الدوّار لمشيخة آيت الرواضي التي تضم دوار واحد. يقدر عدد سكانه بـ 1602 نسمة حسب الإحصاء الرسمي للسكان والسكنى لسنة 2004.

## وصلات خارجية
- البوابة الوطنية للجماعات الترابية
- المندوبية السامية للتخطيط